# Детдом для престарелых убийц
«Детдом для престарелых убийц» — роман Владимира Токмакова. Впервые роман был издан в 2001 года в Барнауле, затем переиздан в Санкт-Петербурге, в издательстве «Амфора». Некоторые критики характеризуют этот роман как нонконформистский и маргинальный.

## Критика
Марк Юдалевич охарактеризовал роман  как гимн своему члену. 

## Публикации
- Токмаков, Владимир Николаевич. Детдом для престарелых убийц. — Санкт-Петербург: Амфора, 2002. — ISBN 5-94278-312-8.